# 黃邊裸胸鱔
黃邊裸胸鱔，又名黃邊鰭裸胸鯙，俗名薯鰻、錢鰻，為輻鰭魚綱鰻鱺目鯙亞目鯙科的其中一個種。

## 分布
本魚分布於印度太平洋區，包括紅海、東非、南非、馬達加斯加、模里西斯、阿曼、馬爾地夫、印度、台灣、印尼、新幾內亞、越南、琉球群島、可可群島、聖誕島、澳洲、關島、馬紹爾群島、密克羅尼西亞、夏威夷群島、新喀里多尼亞、馬里亞納群島、帛琉、東加、薩摩亞群島、法屬波里尼西亞、哥斯大黎加、加拉巴哥群島、哥倫比亞等海域。

## 深度
水深1至150公尺。

## 特徵
本魚體呈蛇狀，表皮厚且光滑無鱗片，能分泌粘液，身體密佈暗褐色點；鰓裂周圍具黑斑；各鰭具黃色或黃綠色之邊。無胸鰭，背鰭、臀鰭與尾鰭相連呈皮膜狀，尾部側扁，牙齒銳利，需小心咬傷。體長可達1公尺。

## 生態
本魚性情兇猛，為常見的種類，棲息於潮池或珊瑚礁及岩礁的洞穴中，嗅覺靈敏但視力不佳，具地域性，游泳能力不強，肉食性，以捕食魚類及頭足類為食。

## 經濟利用
非食用魚，血清中含有一種毒蛋白，稱為血清毒，誤食可能會造成食物中毒。可當作觀賞魚，飼養魚水族箱中。